# Penna d'aquila
Penna d'aquila (The Eagle's Feather) è un film muto del 1923 diretto da Edward Sloman. Di genere western, aveva come interpreti Mary Alden, James Kirkwood, Lester Cuneo, Elinor Fair, George Siegmann.

## Trama
Delia Jamieson, la rude proprietaria di un ranch, assume come caposquadra John Trent, che è diventato amico di sua nipote Martha. Jeff Carey, geloso dell'amicizia che lega Trent a Martha, cerca di metterlo in cattiva luce e nasconde dell'oro rubato nella sua stanza, avvisando Delia. La donna, che si è recata da Trent, equivoca quando lui le parla del suo amore per Martha, credendo invece che lui le stia facendo una dichiarazione. Quando si accorge del suo errore, Delia manda via la nipote e ordina ai suoi di frustare Trent. Poi, però, se ne pente e si sacrifica per la felicità di Martha.

## Produzione
Il film fu prodotto dalla Metro Pictures Corporation. Per la fotografia, furono accreditati in quattro: Allen M. Davey, A.G. Heimerl, Reginald Lyons, Georges Rizard che lavorarono insieme a inizio giugno 1923 per girare le difficili scene della fuga precipitosa di una mandria di bovini.

## Distribuzione
Il copyright del film, richiesto dalla Metro Pictures, fu registrato il 5 settembre 1923 con il numero LP19401.
Distribuito dalla Metro Pictures Corporation, il film uscì nelle sale statunitensi il 15 ottobre 1923.
In Italia, distribuito dalla Goldwyn, ottenne nel dicembre 1926 il visto di censura numero 23147.

### Conservazione
Copia completa della pellicola si trova conservata negli archivi del Gosfilmofond di Mosca.